# Licuado

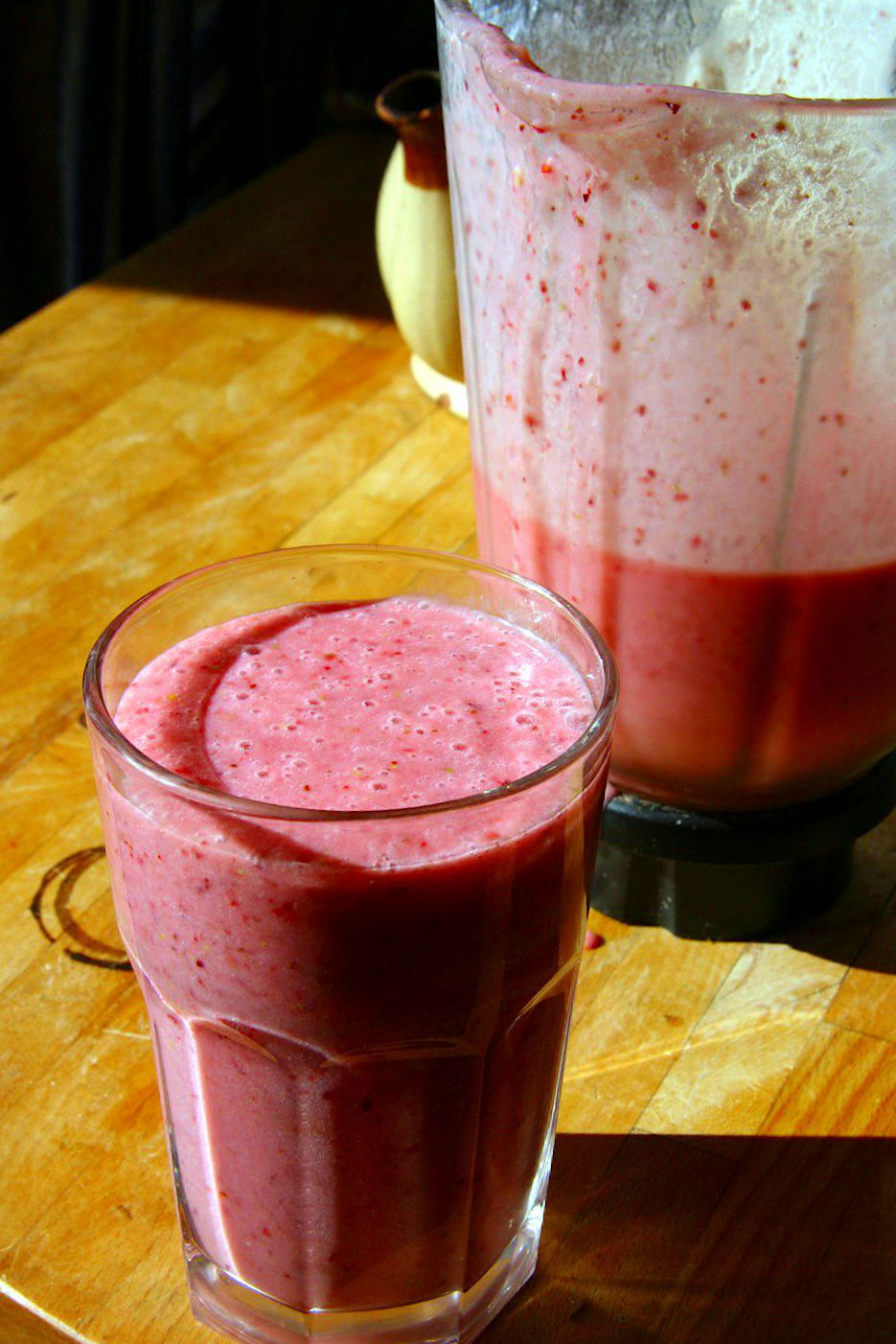

En la gastronomía argentina, paraguaya y uruguaya, así como en la mexicana, se conoce con el nombre de licuado a toda aquella preparación de frutas, verduras, cereales, batidas.  
Los licuados pueden servir como base para la preparación de algunas salsas. Estos pueden ser tanto dulces como salados. El licuado se diferencia del coulis debido a que este último no presenta grandes concentraciones líquidas, mientras que el licuado sí.
El licuado se sirve popularmente en bares y cafeterías de Argentina. El preparado consta de una base líquida (generalmente leche) a la que se agrega la pulpa de frutas y azúcar. Sobre la base de leche, se preparan licuados de banana, manzana, durazno, frutilla o tutti frutti. Si se agrega agua, existe una mayor cantidad de frutas aplicable a la preparación que en el caso previamente indicado: así, se realizan aguas de naranja, ananá, limón y cereza, cuyos ácidos naturales (ácido cítrico) cortan la leche. En la actualidad, existen variedades como el licuado de crema (a la leche se le agrega una buena ración de crema de leche, durante la preparación de la bebida), el licuado de helado (agregando a la preparación de licuado de leche, helado de vainilla, de chocolate o de café) o cambiando el azúcar por miel.
En otros países (Venezuela por ejemplo) a este tipo de preparación se le da el nombre de batido cuando es elaborado sólo con agua y/o hielo picado; mientras que los preparados con leche son llamados "merengadas". Las frutas más comunes en esta preparación suelen ser: melón, papaya (lechosa), ananá (piña), sandía (patilla), fresa, maracuyá (parchita), etc. También es muy popular el llamado "3 en 1", el cual es una combinación de zumo de naranja con zanahoria y remolacha roja (betarraga).
El batido cubano siempre se hace con leche, hielo y azúcar, a lo que se añade todo tipo de sabores, helados y frutas, siendo tradicionalmente las más populares los batidos de mamey, fruta bomba (papaya), mango y banana.